# Museo nazionale dell'Etiopia
Il Museo nazionale dell'Etiopia è un istituto museale situato ad Addis Abeba, presso la Facoltà di Tecnologia dell'università della città. Il museo è degno di nota per i suoi ominidi fossili come Lucy o Selam. Esso delinea il patrimonio storico, culturale e archeologico del paese.

## Storia
L'idea di creare un museo del paese nacque nel 1936 e la sede fu completata nel 1952. Si sviluppa dalla creazione di un Istituto Nazionale di Archeologia nel 1958. Le scoperte fatte da questa organizzazione hanno contribuito a sviluppare le collezioni.

## Collezioni
Il museo contiene sia opere d'arte e reperti archeologici come fossili e ominidi, il più famoso dei quali è Lucy, uno scheletro di Australopithecus afarensis, e i resti di Selam, un bambino australopithecus scoperto tra il 2000 e il 2004.
Il museo è diviso in 4 sezioni:
- Sezione storica e archeologica (periodo pre-Axum fino al XX secolo);
- Sezione la paleoantropologia;
- Arte moderna sulla storia dell'Etiopia;
- Sezione antropologia: abiti, gioielli, oggetti di diversi gruppi etnici.

Alcuni oggetti esposti nel museo
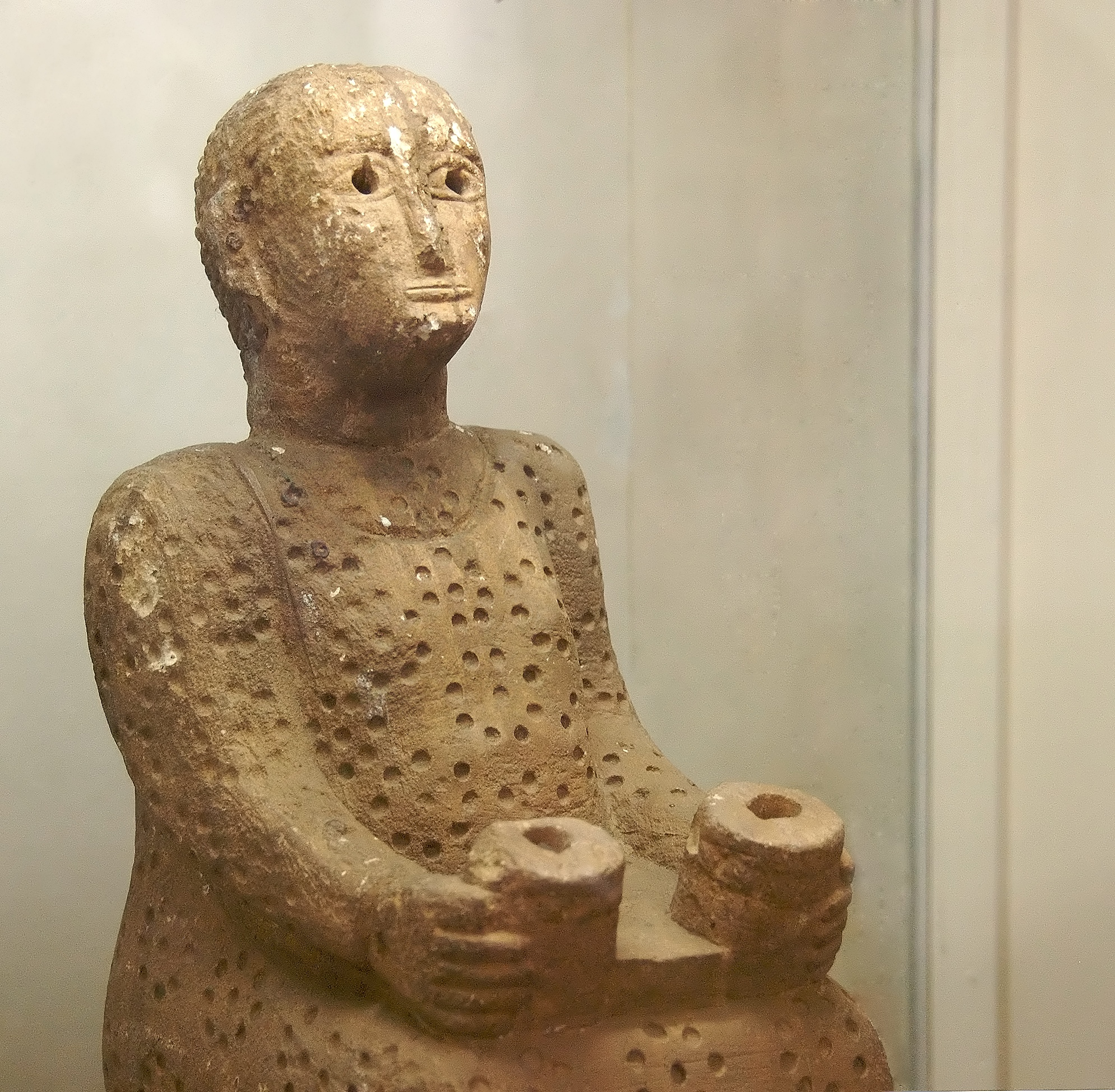
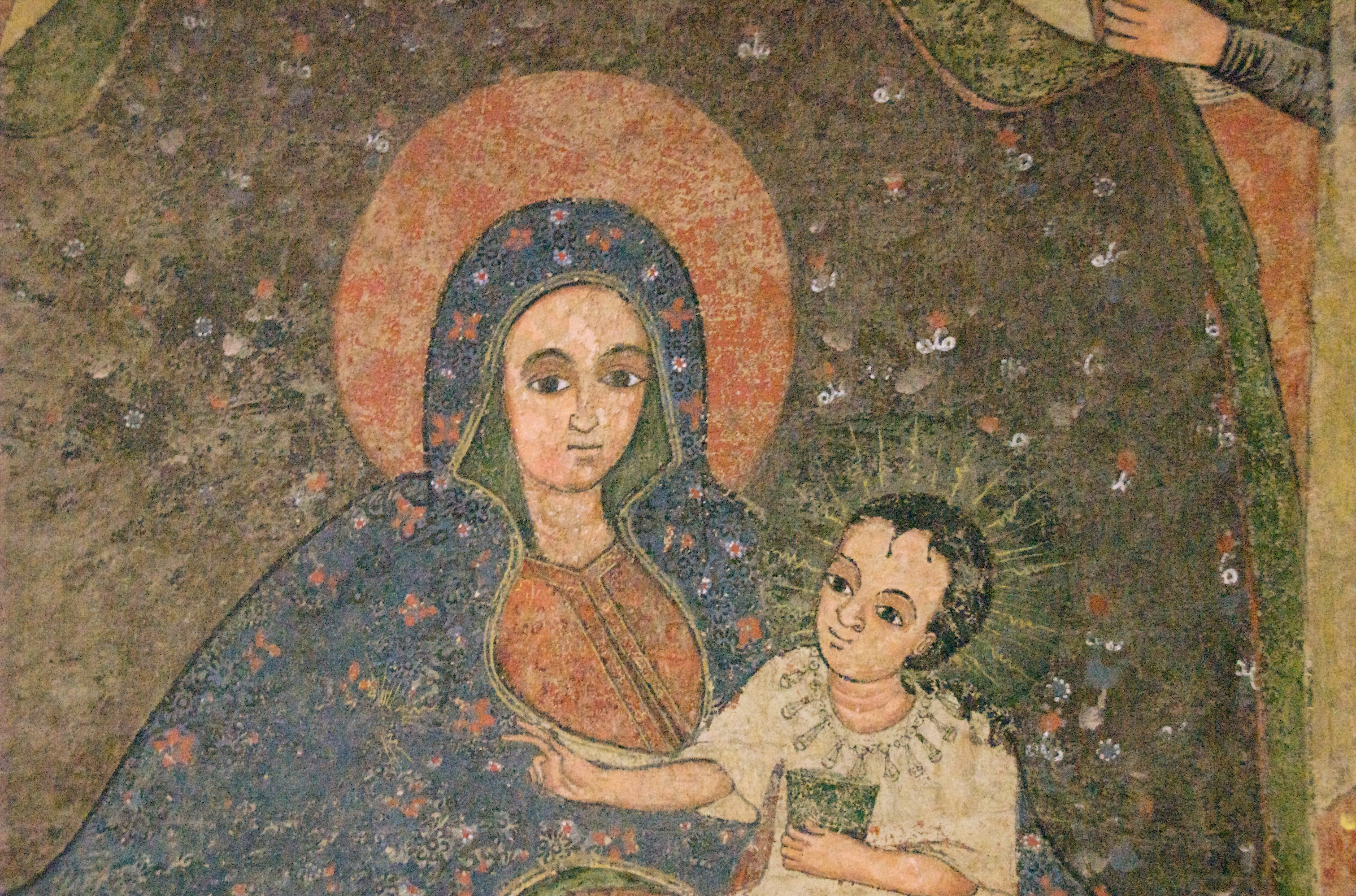
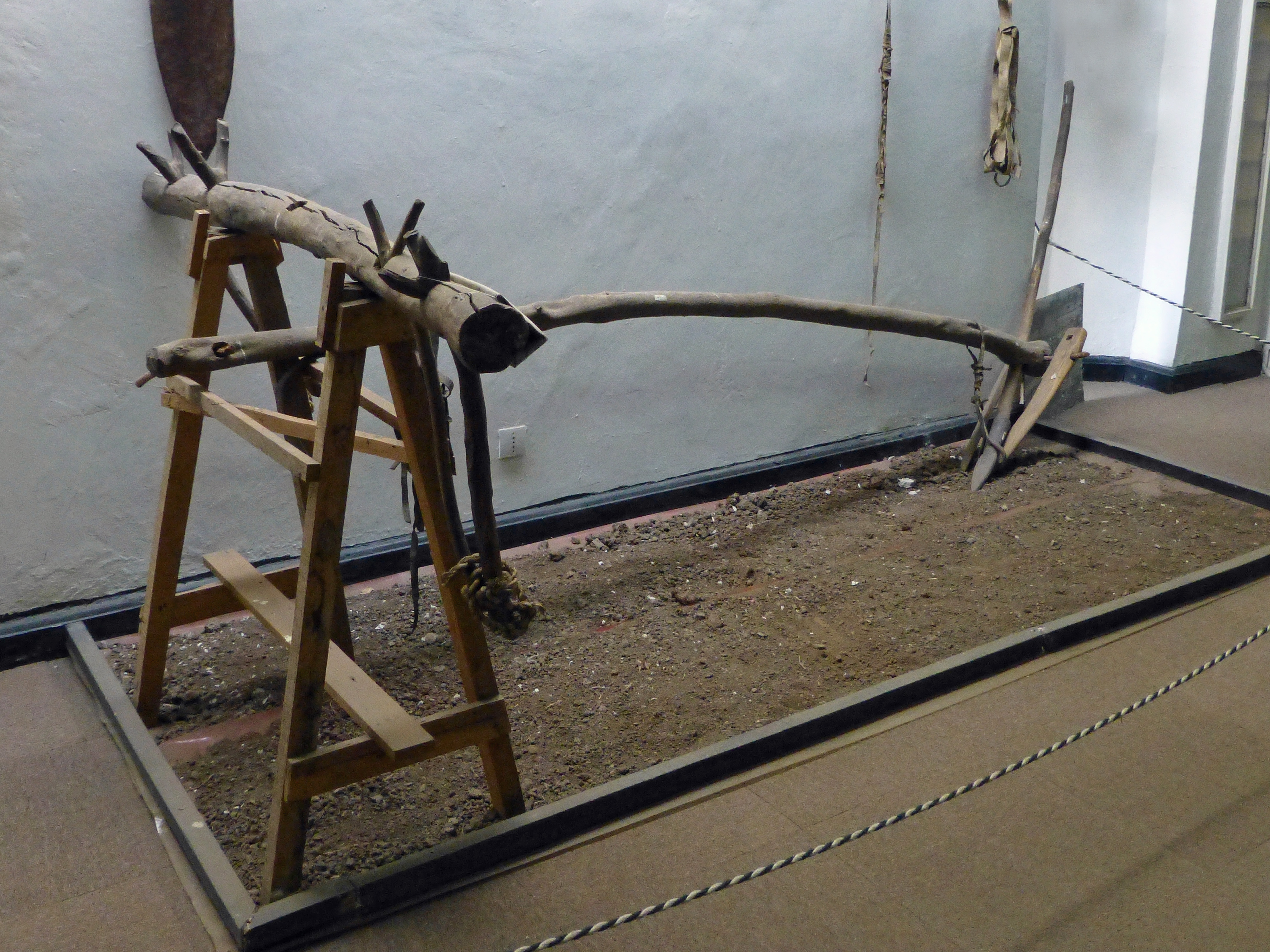